# Sunga (traje de baño)

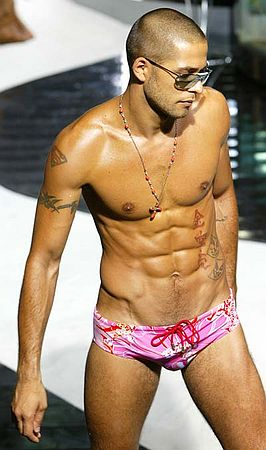
Un modelo profesional vistiendo una sunga.

Sunga, slip de baño, tanga masculina, bañador slip, o zunga, es un bañador o traje de baño masculino apegado al cuerpo que se caracteriza por un corte corto y ajustado. Hecha de tejidos con lycra, poliamida o elastano, la sunga es casi igual a unos calzoncillos tipo slip muy resistente al calor y al agua, y a diferencia de los slips, normalmente tiene un cordón para afirmar a la cintura, y un forro de nailon en la parte frontal.

## Forma
Por su forma, el slip de baño está relacionado con el calzoncillo slip. Se distingue por un corte frontal en V, que revela completamente los muslos, y por la parte posterior que cubre casi las nalgas. Los modelos se distinguen entre sí por la muesca lateral y el número de costuras. La muesca lateral es de tamaño variable, desde unos pocos milímetros (en forma de tanga y revelando casi completamente la cadera) hasta varios centímetros (en forma de sunga y cubriendo toda la cadera). Generalmente hay dos costuras en las caderas. El frente de los slip de baño está hecho de una sola pieza de tela. Algunos modelos tienen una o más costuras adicionales en la parte delantera. Esto se compone de dos o más piezas de tela.
El slip de baño se usa por debajo de la cintura, en las caderas. Se mantiene en su lugar mediante tres bandas elásticas: dos cosidas a lo largo de la entrepierna (alrededor de los espacios que permiten el paso de los muslos) y otra cosida alrededor de la cintura. Este último puede reforzarse con un cordón, integrado en el forro de la tela. La mayoría de los slip de natación tienen un forro interior. Esto está dispuesto en la parte delantera de las bragas. Tallado en una tela similar, a menudo es de color blanco.

## Material
Los slips de baño están hechos de materiales sintéticos: nailon, elastano, poliéster o poliamida. El nailon y el spandex son preferidos por los atletas profesionales porque ofrecen un mejor soporte y una mejor elasticidad. El poliéster y la poliamida ofrecen menos comodidad, pero son más resistentes al cloro que se usa para desinfectar piscinas y son menos costosos de producir.
Las ventajas que brindan estos materiales son triples: permiten que los bañadores moldeen mejor las formas del cuerpo masculino, apoyen mejor los genitales y se sequen más rápidamente después de su uso. Este rápido tiempo de secado evita la proliferación de bacterias y moho. Sin embargo, estas telas sintéticas requieren precauciones de uso: antes de lavar los slips de baño en la máquina, deben empaparse en agua pura fría y luego enjuagarse para eliminar los restos de arena y sal, si fueran usados en el mar; cloro, si se usa en una piscina.

## Utilización

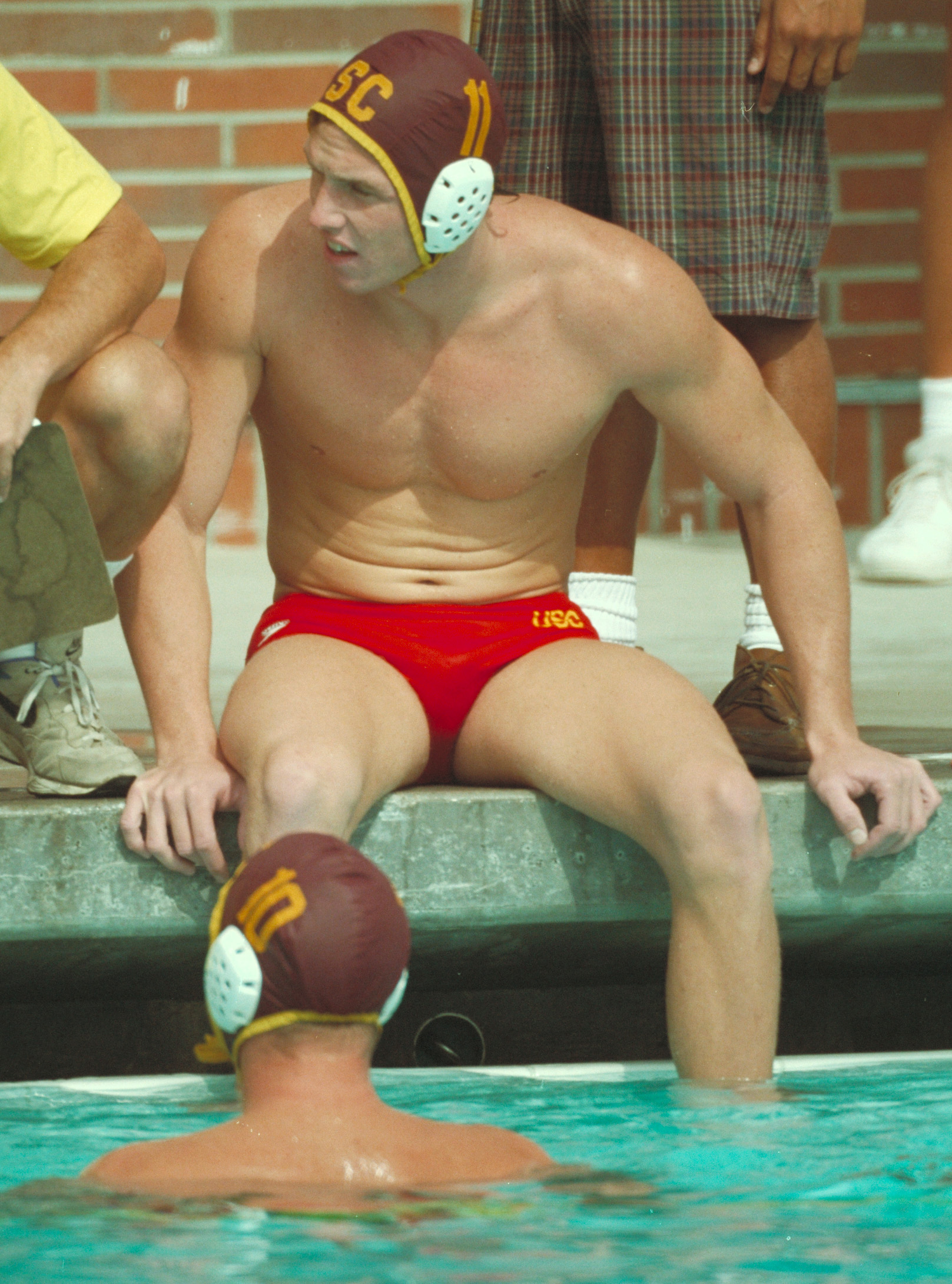
Jugador de waterpolo usando un slip de baño (hacia 1993).

Los slips de baño se usan en un contexto deportivo o recreativo.
En el contexto deportivo, los bañadores son la norma para los atletas profesionales o aficionados que participan en competiciones de waterpolo y salto. En este contexto, su uso se ha generalizado en todo el mundo, por las reglas y prácticas de estas disciplinas. En natación también son usados con frecuencia en los deportes competitivos de natación, a pesar de que se competían por los Jammer (trajes de baño de patas largas) y bodyskins (trajes hidrófobos). Los bañadores ofrecen a estos atletas una mayor libertad de movimiento y, por lo tanto, mayor velocidad y eficiencia. Reduce el arrastre del agua sobre el nadador y libera las piernas de cualquier movimiento, incluso en los costados, lo cual es particularmente útil para los movimientos de brazos. Además, los atuendos de natación a menudo los usan los atletas con un traje náutico, como prenda interior, para practicar esquí acuático, buceo, surf, wakeboard o incluso triatlón.
En un contexto recreativo, muchos hombres usan sunga en la playa o en la piscina, ya que les brindan un mejor soporte y, por lo tanto, mayor comodidad. El uso de sunga (o una de sus variantes) también es obligatorio en las piscinas europeas, por razones de salud. Los slip de baño son prendas que se usan exclusivamente en este contexto, mientras que los pantalones cortos o calzoncillos se pueden usar todo el día, en otros lugares y en otras circunstancias. Por lo tanto, los pantalones cortos y los calzoncillos pueden ensuciarse y contener trazas de orina, excrementos y sudor, pelos y diversos productos de desecho, que pueden contaminar el agua de la piscina. Además, estas dos prendas están provistas de bolsillos, pueden contener objetos que pueden perderse y ensuciar la piscina.

## Historia
La historia de los slips de baño refleja una doble evolución: la de la ropa interior masculina, su moda y sus técnicas; y la de la aceptación de la desnudez masculina en público.
La apariencia de los slips de baño está condicionada por dos etapas importantes en la evolución del traje de baño masculino. La primera tuvo lugar en 1928: luego se comercializó el primer traje de baño para hombres sin piernas. Es un conjunto de una pieza que cubría el torso y terminaba en la parte superior de los muslos. Esta forma de traje apareció en el contexto social de los años veinte. La natación, generalmente practicada por el mar, se volvió popular; su práctica se extendió por toda la sociedad. Por lo tanto, los hombres querían tener trajes de baño prácticos, ofreciéndoles una gran libertad de movimiento, especialmente en las piernas, para mejorar su natación.
La segunda etapa tuvo lugar en 1935: luego se comercializaron los primeros shorts de baño para hombres. Los hombres muestran sus pectorales en público por primera vez. Esto aún despertaba cierta resistencia: se comercializaron modelos mixtos, cuya parte superior era desmontable. El contexto era la proliferación de piscinas públicas. La natación estaba creciendo en popularidad nuevamente, esta vez en las clases urbanas. El traje de baño para hombre adoptó una forma que mantendría hasta los años sesenta: la de pantalones cortos ajustados con cinturón, que subía hasta el ombligo y revelaba los muslos. Como resultado, la moral cambió y la prohibición del baño sin camisa se levantó definitivamente en los Estados Unidos en 1936. Hasta entonces, en lana o jersey, los trajes de baño comenzaron a estar hechos de rayón o lastex, lana tejida con goma. Sus colores eran deliberadamente oscuros. Este desarrollo se reflejaba en el mundo del deporte y la competencia profesional. En los Juegos Olímpicos de Berlín en 1936, los atletas que compitieron por primera vez usan shorts de baño y nadan descubiertos.
Los shorts de baño siguieron siendo la forma preeminente durante la década de 1940. Su cinturón subió hasta el ombligo. En 1945, esto dio paso a un cordón, que pronto se integró en la costura. Aparece un bolsillo en la parte delantera de la camiseta. En los años cincuenta, las formas se hacen aún más ajustadas y el cinturón exterior vuelve. La entrepierna tenía muescas, los colores son más vivos.
La forma del traje de baño masculino tiende a acortarse desde principios de los años sesenta. Los calzoncillos de natación realmente aparecen y adoptan su forma actual: triangulares en la parte delantera, revelando completamente los muslos y cubriendo las nalgas. El cinturón cae por debajo de la cintura y se coloca en las caderas. El cordón completo definitivamente es imprescindible, ya que es menos costoso de producir en serie. Los colores y patrones se vuelven psicodélicos. Este nacimiento del slip de baño ocurre en un momento de liberación sexual y mayor libertad del cuerpo. En los países anglosajones, el calzoncillo de natación es popularizado por la marca australiana Speedo, cuyo nombre se convertirá en genérico en inglés. El elastano se comenzó a convertir en el material más común. Esta fibra se comercializaba bajo los nombres de Lycra y Spandex. Reemplaza al nailon porque ofrece un mejor soporte. La década de 1970 vio una generalización del uso de slips de baño.
Las sungas propiamente dichas surgieron en Brasil, se impusieron durante los años setenta y causaron novedad en los ochenta. En la actualidad su uso es más reducido y casi no se utiliza en el resto del continente, donde predominan los bañadores tipo short o bermuda.
En los años setenta las sungas eran más discretas, tenían un corte más largo y cuadrado, semejante a un pequeño short. Ya en los ochenta, los modelos se volvieron más reveladores, haciéndose más reducidos y mostrando mucho más las piernas. A fines de los noventa el corte se volvió a ensanchar, asemejándose a los antiguos modelos de los setenta, pero con un estilo más contemporáneo.

## Popularidad

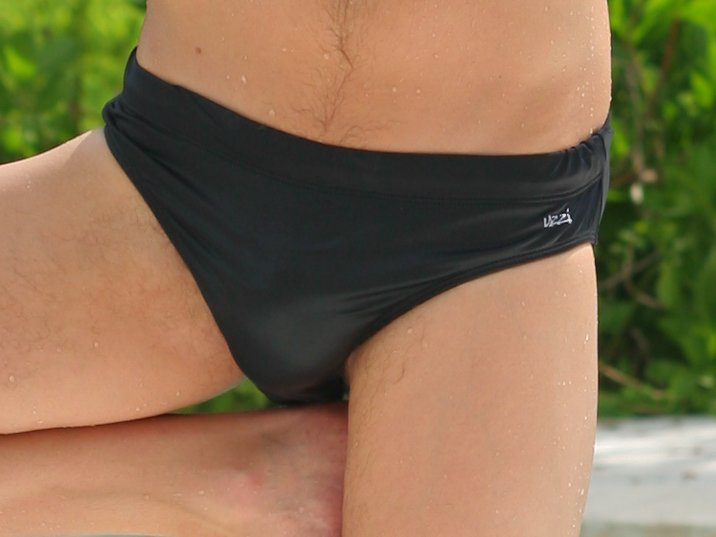
Slip de baño estándar.

Los slips de baño, en su uso recreativo, tienen una popularidad variable según los países y las culturas. Lo usan comúnmente los hombres, tanto en la piscina como en la playa, entre otros, en Europa. Es menos bien recibido en los países anglosajones (especialmente en Reino Unido y los Estados Unidos), con una aceptación más modesta, ya que revela la forma de los genitales, aunque los slips de natación todavía se ven en cierta medida. Los slips de baño sirven como ropa interior y se usan debajo de los shorts de baño. Connotado, de hecho no se ve como una prenda adecuada en un entorno familiar. Incluso ha sido prohibido para niños mayores de doce años en ciertas playas estadounidenses, porque se percibe como una prenda que fomenta el exhibicionismo. Los slips de baño reflejan la creciente conciencia de los cuerpos y el temor de ciertos hombres a exponer su físico, que consideran imperfecto.
En los países de habla francesa, la popularidad de los slips de baño es variable. El uso de pantalones cortos y boxers se percibe mejor, mientras que el de los slips de baño tiene connotaciones negativas. Los slips de baño se ven como anticuados u homoeróticos. En el primer caso, se asocia con el kitsch de los años setenta y los personajes de ciertas películas que se reproducen en esta época (como Christian Clavier en Les Bronzés o Franck Dubosc en Camping). En el segundo caso, se asocia con homosexuales. Los hombres heterosexuales lo consideran demasiado mecanografiado, demasiado significativo y temen que al usarlo, sean tomados por homosexuales.
En América Latina el uso de la sunga ha tenido una aceptación variable durante el transcurso de los años.
Los slips de baño se popularizaron en gran parte del continente americano durante la década de los setenta, logrando una gran popularidad en países tropicales durante los noventa, época en que este tipo de bañador se volvió más pequeño y revelador. Mientras que en el cono sur (Argentina, Perú y Chile), las sungas lograban una baja popularidad por su reducido tamaño y baja discreción. Presuntamente por ser países menos cálidos y más conservadores. 

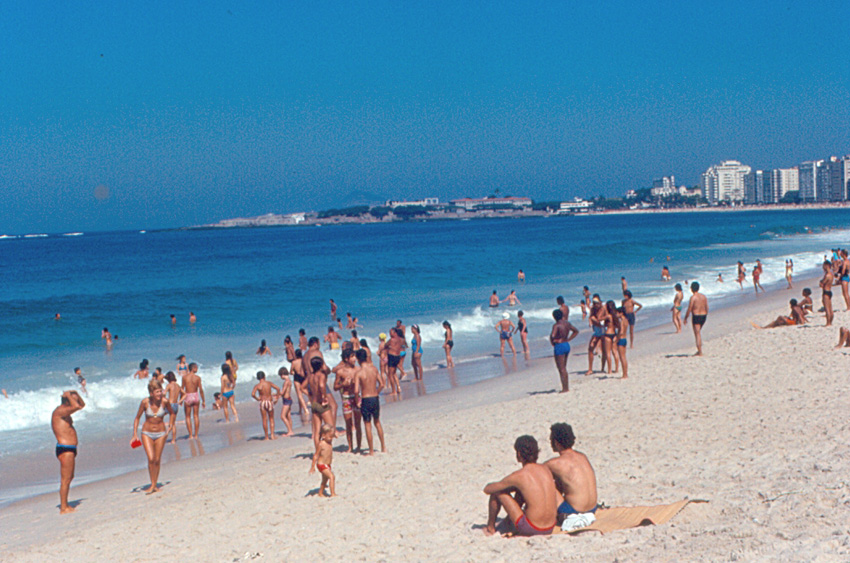
Brasil. Playa de Copacabana del año 1971 donde se puede apreciar la popularidad del uso de la sunga en este país latinoamericano.

Entre los años 2000 y 2010 se vieron contraposiciones muy marcadas en Latinoamérica. A modo de ejemplo en Países como Brasil y Venezuela el uso de estos bañadores continuaron siendo vestidos con gran popularidad, mientras que en otros países como Chile, pese a que estos bañadores son completamente legales, muchos hombres dan testimonio de haber sido hostigados y agredidos verbalmente por otros bañistas en las playas por usar una sunga en vez de una bermuda de baño.
A inicios de los primeros años del nuevo milenio las sungas bajaron su popularidad en Latinoamérica quizás replicando la moda Californiana de las bermudas de baño. Sin embargo, desde el 2010 en adelante, se ha visto un constante resurgimiento de este traje de baño en Latinoamérica, probablemente ligado a los movimientos progresistas y el respeto a la diversidad y opciones personales
.

## Cortes y estilos

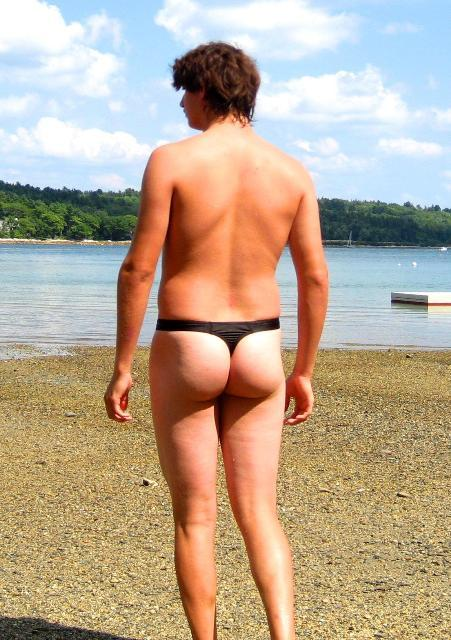
Bañista usando g-string en la playa.

Debido al desarrollo tecnológico y a los cambios en la moda, es que se han originado distintos estilos y cortes de sungas que se han popularizado en distintas latitudes del mundo. Entre estos estilos y cortes podemos identificar:

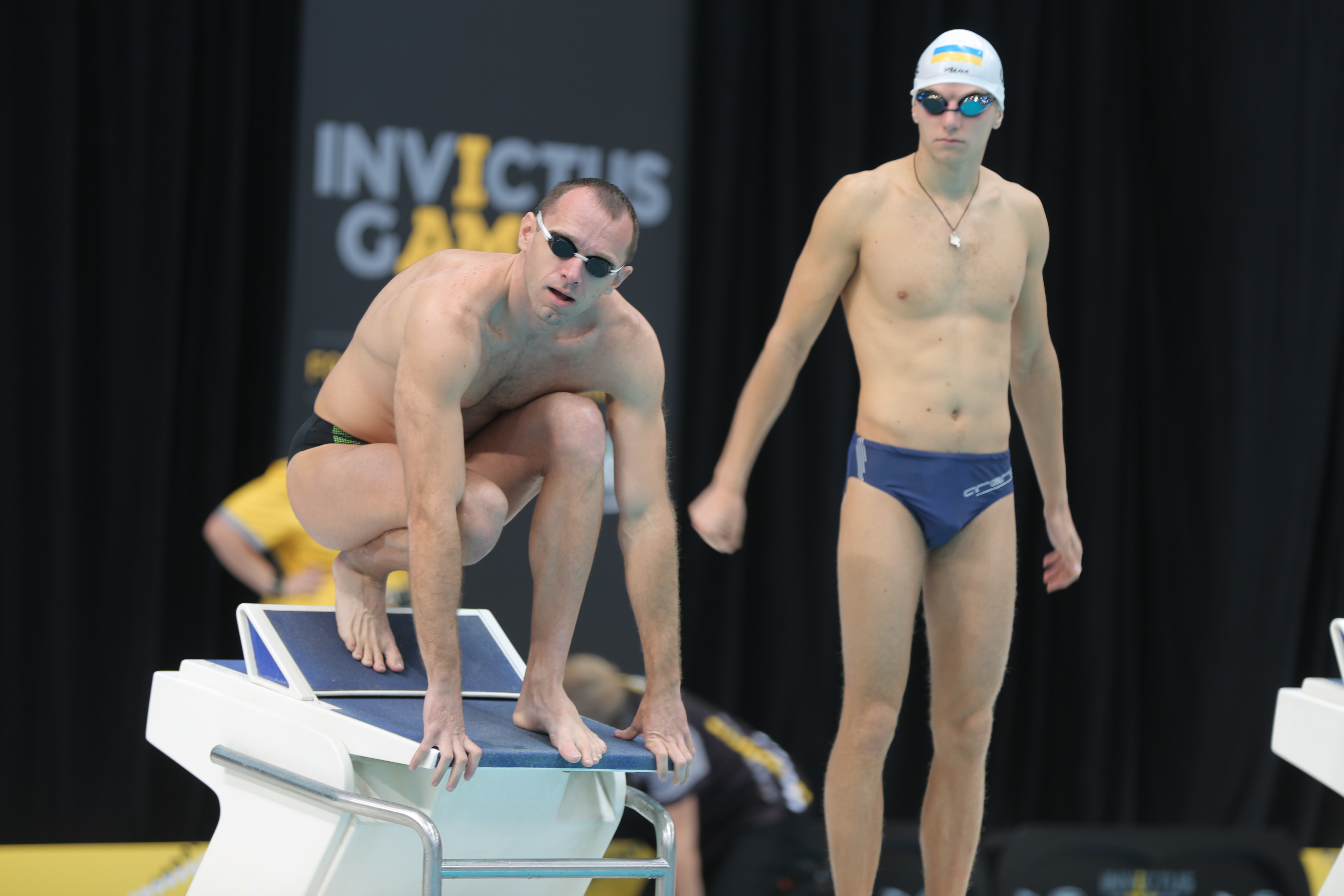
Dos nadadores usando sungas deportivas.

- Sunga Deportiva: Corresponde a los modelos estándar de sunga. Su diseño esta concebido principalmente para la práctica de deportes como por ejemplo la natación y el waterpolo entre otros, por lo que su diseño minimalista está concebido para favorecer la performance deportiva.

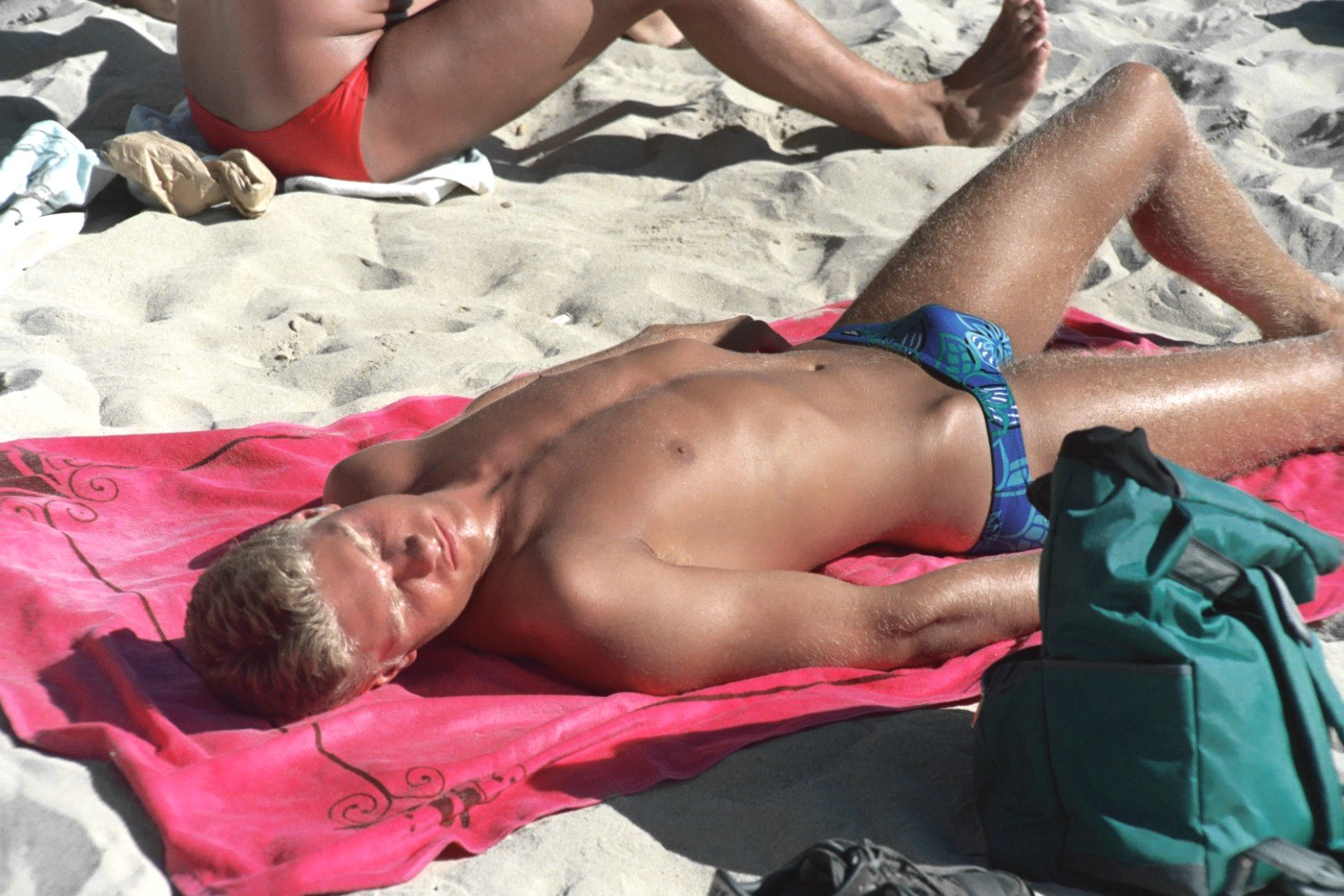
Hombre joven usando una sunga recreativa o de playa.

- Sunga recreativa: Corresponde a bañadores muy similares a las sungas deportivas, sin embargo, presentan una concavidad en la zona frontal de la prenda para albergar al aparato reproductor masculino minimizando así la compresión del bañador sobre la anatomía masculina para hacerlos más cómodos de usar.Como estos bañadores han sido concebidos para la comodidad y no solamente para la performance, es que estos presentan distintos rebajes en la ingle según el nivel de audacia del usuario que decida vestirlos.

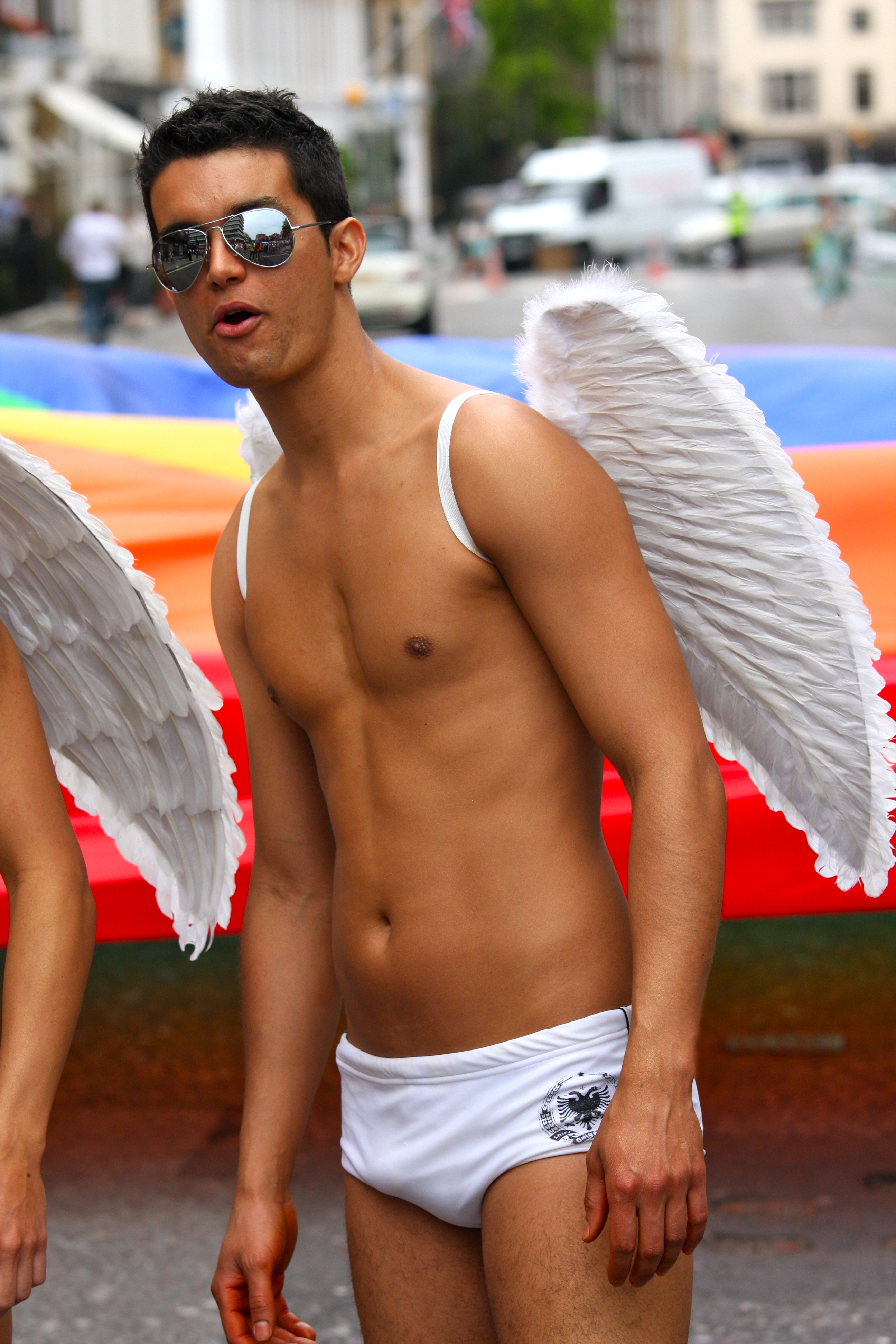
Hombre joven usando un sungao en el desfile del Pride del 2009.

- Sungão:[32] El sungão corresponde a un tipo de sungas que nació en Brasil a principios de la década del 2000 cuando la moda carioca comenzó a requerir sungas de laterales más anchos y discretos similares a un “minishort” pero sin perneras. En Brasil el sungão se masificó tanto, mientras que su contraparte la sunga de laterales más angostos ha casi desaparecido por completo, por tal razón al sungão hoy en Brasil se le llama simplemente sunga, y en el resto de los países hispanoparlante como Sunga Brasileña.

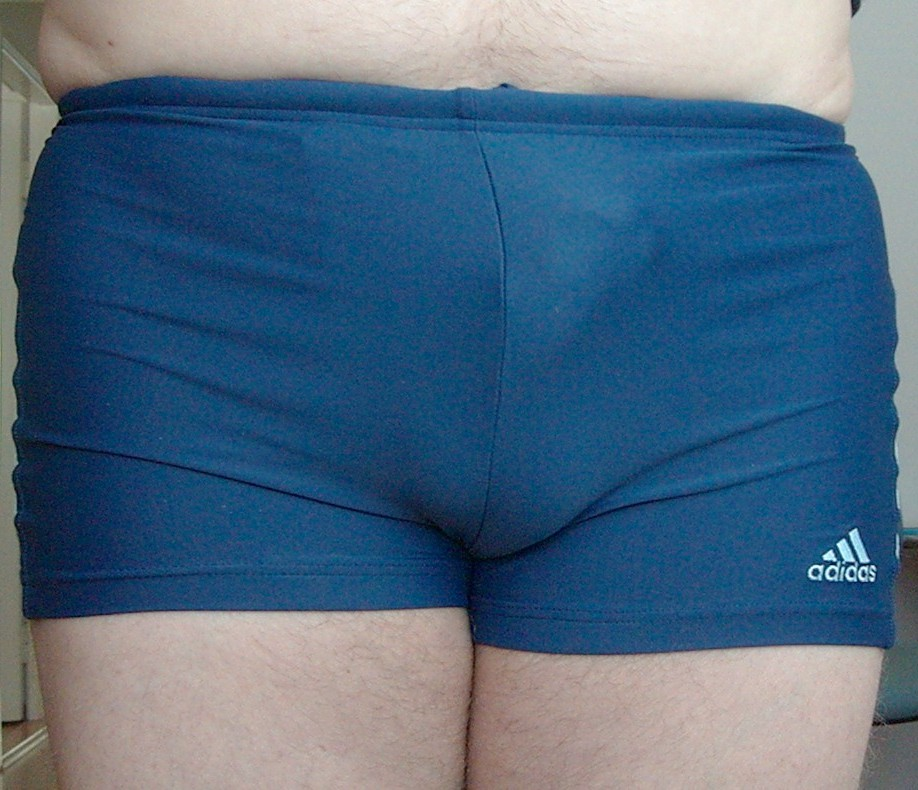
Un bóxer de baño de marca Adidas.

- Un bóxer de baño de marca Adidas.Bóxer de Baño: El bóxer de baño corresponde a un pequeño y ajustado short de baño de perneras muy cortas e incipientes y también es fabricado en telas elastizadas como el elastano al igual que las sungas de baño. Por poseer perneras, es que muchos consideran que el bóxer de baño no sería un slip, calzoncillo o “brief”, y por lo tanto tampoco sería un tipo de sunga. Sin embargo este debate para muchos se considera discusión abierta, pues al ser fabricado con las mismas telas que la sunga, y su vez también tener un símil en una prenda de ropa interior masculina (Calzón bóxer ajustado) es que el bóxer de baño podría ser considerado como un tipo, subtipo o “variación” de la sunga.

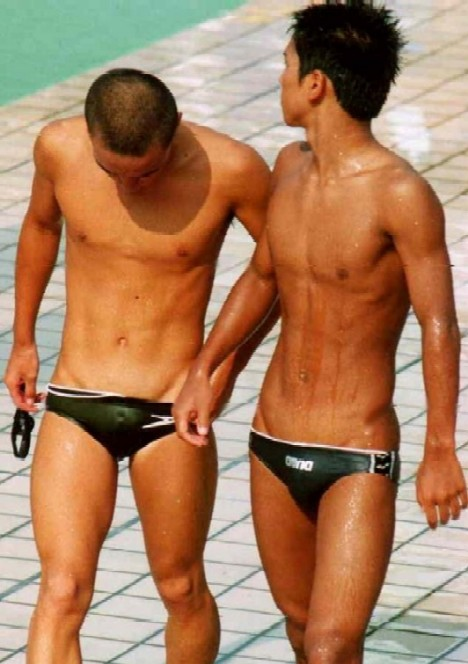
Dos clavadistas vistiendo sungas de corte bajo.

- Sunga Corte Bajo:[33] Está basado en las primeras sungas que nacieron en los años setenta en Australia. Son sungas con una cintura muy baja al borde del pubis y son usados mayoritariamente para el deporte de Saltos Ornamentales. Actualmente no son muy populares en occidente ya que por su tamaño, corte y forma no se adaptan bien a la fisionomía del hombre occidental, sin embargo, este tipo de bañadores son mucho más usados en países asiáticos, ya que se adaptan bastante mejor al cuerpo del varón oriental que presenta menos vello corporal, glúteos menos voluminosos y aparatos reproductores más pequeños en comparación a los hombres de otras latitudes.

- G-String: [34]Corresponde a un bañador del tipo sunga pero que en su parte posterior posee solamente un par de cordones (horizontal y vertical) para sujetar la prenda de baño a la pelvis dejando al desnudo los glúteos del bañista.

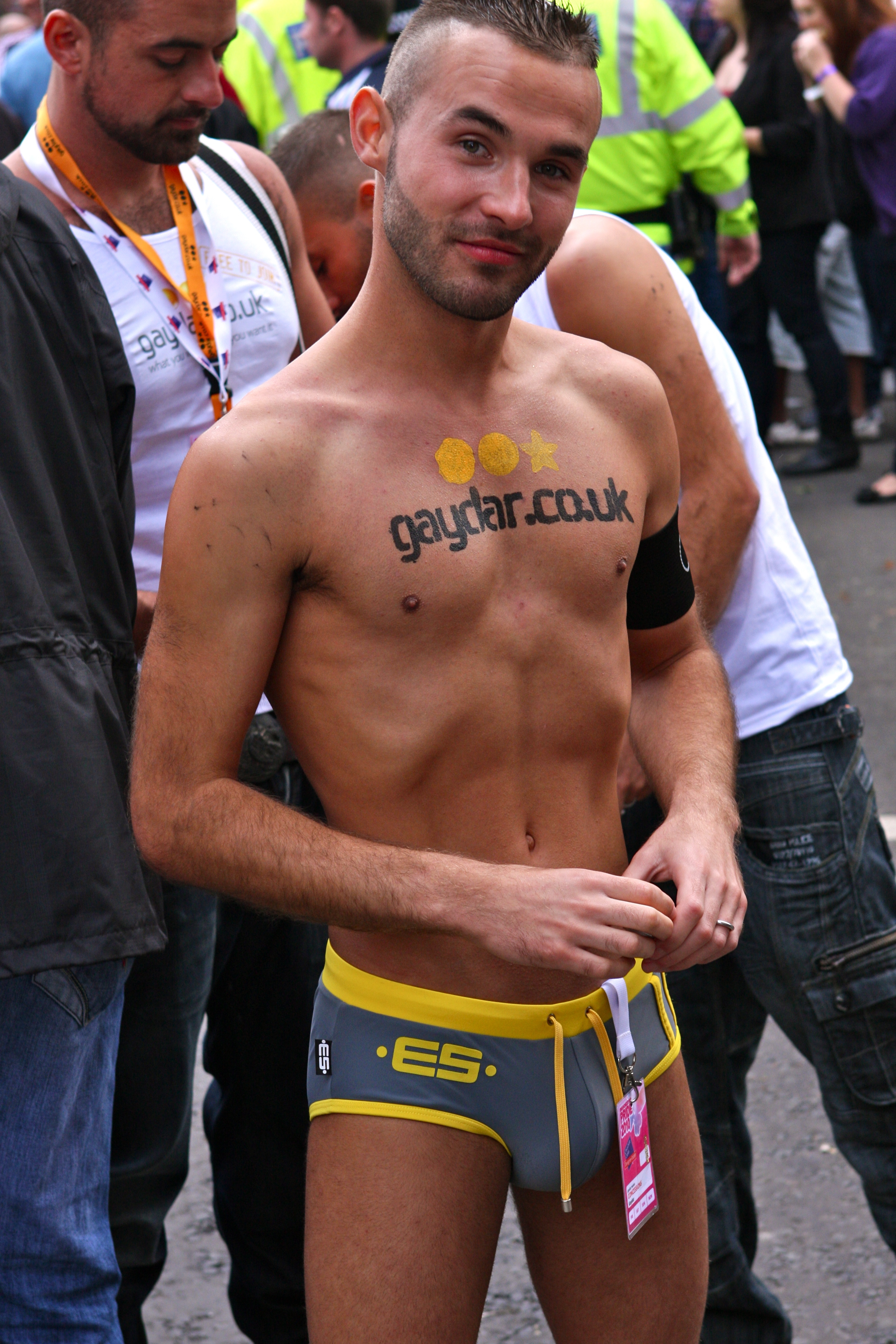
Hombre joven usando una sunga anatómica o ergonómica.

- Sungas ergonómicas: Corresponde a sungas de diferentes cortes que posee la característica que su parte frontal ha sido fabricada especialmente para dar una mejor sujeción y comodidad con el aparato reproductor masculino. Como consecuencia este bañador se convierte en una sunga mucho menos discreta y muy reveladora con el volumen del varón.

## La sunga como símbolo erótico.
- Nociones de pudor e impudicia:

La sunga es un “slip de baño”, es decir un tipo de “ropa interior”, pues está en contacto directo con los genitales y se usa sin la necesidad de vestir “otro interior” bajo ella. Pero a diferencia del slip tradicional, que se usa “escondido” bajo el pantalón, por su parte la sunga de baño se usa en público, dejándola a la vista de los demás, y al exponer al escrutinio público una prenda de interior, esto deja en evidencia los problemas y desafíos de la relación de la cultura social hacia el cuerpo humano y su exposición en público. 
En las distintas sociedades del mundo existe un problema entre las nociones de pudor e impudicia, que recaen en la percepción común de lo que es apropiado mostrar y resaltar en el cuerpo humano. Como tal, la playa y la piscina son los escenarios preferidos para la exposición de cuerpos y trajes de baño, su instrumento esencial. cabe recordar que estas nociones son diferentes entre un país y otro o un momento histórico y otro.
A modo de ejemplo, en muchas partes del mundo el volumen de los senos de la mujer es socialmente aceptado de ser visualizado a través del vestuario femenino incluidos los trajes de baño. Sin embargo, el volumen que forma el aparato reproductor masculino en los pantalones, ropa interior o en el slip de baño (sunga), se considera(ría) de mal gusto, desagradable, e incluso grotesco en muchos lugares del mundo, por lo que el uso de la sunga “juega al límite” de “mostrar” algo que socialmente no se consideraría “agradable de ver”. 
Sin embargo, la playa o la piscina son lugares concurridos y familiares, donde el uso de estas prendas de baño estaría permitido de vestir ya sea de manera legal y explícita como de facto, pese a que una buena parte de los bañistas que visitan estos lugares les resulte inapropiado, e incluso incómodo ver a otros hombres usando sungas.
Los slips de baño inicialmente fueron concebidos como un tipo de ropa deportiva y recreativa con características funcionales y prácticas, como lo son su rápido secado, características hidrodinámicas, alta resistencia al cloro y al agua salada, alta comodidad, mejor adhesión a la pelvis masculina, etc. Sin embargo, todos sus aspectos prácticos propios de la ropa deportiva lentamente comenzaron a convivir y a visualizar otros aspectos de la prenda de baño relacionadas con lo sensual y lo erótico. 
Su corte y su tejido muy reveladores con la anatomía masculina, sus colores brillantes, han respaldado otro uso: el de llamar la atención sobre los genitales.  Por lo tanto, crea una paradoja: esconder mientras se muestra, mostrar mientras se oculta. Entonces, para un porcentaje de bañistas determinado, que gustan y prefieren usar sungas como traje de baño, en lugar de un short o una bermuda de baño, las características de la sunga referidas a la comodidad pasan muchas veces a un segundo plano, relegadas por el gusto de vestir una prenda que los haría ver y sentirse más sensuales y eróticos a través de los adornos, una "mejora sexual".
Entonces, a diferencia de “la vergüenza”, la cual se puede definir como una emoción culposa relacionada con caer en desgracia por el “deshonor” (en este caso al ser visto desnudo). Por otra parte, el pudor está asociado a la conciencia o a la capacidad de entender que la desnudez masculina, así como también la exposición del volumen del “bulto” de la entrepierna masculina pueden ser inapropiados o desagradables para otros. 
Dicho de otra forma, mientras muchos hombres nunca usarían una sunga por la vergüenza de ser visto por otros, también puede que un hombre nunca use una sunga no por vergüenza, sino por no incomodar a otros (pudor), así como también, existen muchos hombres que pueden usar sunga sin importarles el qué dirán los demás no por carencia de vergüenza sino por falta de pudor, es decir, indiferencia absoluta ante la opinión de los demás al estar desnudos o semidesnudos en frente a otros, ya sea por haber nacido o vivido en un lugar o país donde la desnudez social y el uso de la sunga se considera normal y de uso común (Ejemplo Brasil o algunos países de Europa) o por poseer una personalidad más audaz que el resto.
- Fetichismo en el uso de la sunga:

En lo referido al fetichismo, aunque en la actualidad no existe una palabra que denomine al fetiche sexual por usar sungas o calzoncillos de baño, sin embargo, si existen ciertos fetichismos y filias que se pueden relacionar directamente con el uso de esta misma prenda.
-Gimnofilia: Se denomina gimnofilia o nudomanía a la excitación sexual por la desnudez o semidesnudez, a la afición marcada por ir desnudo o semidesnudo, y también a la excitación de ver a otras personas con su cuerpo desnudo o semidesnudo en lugares como playas, piscinas, camarines, realizando deportes, etc.
Desde esta perspectiva la sunga, al ser un bañador masculino de reducido tamaño que deja la mayor cantidad de piel al desnudo, podría ser una de las prendas favorititas de quienes tienen este fetiche sexual para ser vestida por ellos mismos o al ver a otros hombres en sunga.
-Fetichismo de ropa interior: Se refiere a la excitación sexual que genera en algunas personas el ver a otras personas usando, o al usar ellos mismos distintos tipos de ropa interior, dentro de estas prendas están incluidos los slips o calzoncillos.
Si consideramos a la sunga como una prenda de interior que se usa a la vista para nadar o asolearse, podemos entonces entender la excitación sexual por ver o por usar sungas como un fetichismo 
-Fetichismo de lycra: Este fetichismo consiste en excitarse sexualmente al ver o al usar distintos tipos de prendas de lycra como lo son los shorts de compresión, los trajes de ciclista, trajes de luchador, e incluso la ropa interior y los trajes de baños como la sunga.
El fetichismo de lycra está ligado a la visualización de esta tela como una “segunda piel” ceñida al cuerpo, lo que en el caso de la sunga podría percibirse como estar completamente desnudo insinuándose los contornos más íntimos de la pelvis masculina, pese a estar usando un calzoncillo que cubre las nalgas y el aparato reproductor masculino. 
Además, el roce y la compresión elástica de la lycra sobre las zonas erógenas de la piel, específicamente en el aparato reproductor masculino en el caso de los hombres, puede provocar en muchos casos estimulación y gratificación sexual al usar sungas.
- La sunga en el erotismo masculino:

Ya visualizado el concepto de pudor frente al cuerpo desnudo, junto con conocer ciertos fetiches sexuales asociados al uso de la sunga, también hay evidencia que la sunga, el uso de la sunga, así como también quienes usan la sunga estarían socialmente visualizados como iconos del erotismo masculino. Esto incluiría la participación de actores usando sungas en el cine y la televisión transmitiendo la imagen de sensualidad masculina, los estríperes o bailarines eróticos que usan este tipo de prendas para bailar semidesnudos en espectáculos femeninos nocturnos e incluso la venta de estas prendas de baño en tiendas de lencería masculina y sexshops para cumplir fantasías sexuales al ser vestidas.
- La sunga en el homoerotismo:

Ya establecido que la sunga además de tener muchas virtudes técnicas que la convierten en una excelente opción como bañador masculino (comodidad, practicidad, eficiencia, resistencia al cloro y sal, secado rápido, etc.) pero además de visualizar las características sensuales, eróticas y fetichistas de esta prenda de baño, es que estas características también se expanden desde el erotismo “genérico” propiamente tal, hasta al homoerotismo también. 
En efecto, aunque muchos hombres heterosexuales aseguran sentirse muy sexis vistiendo ropa muy corta, practicando la desnudez, usando sungas, etc. sin embargo muchas mujeres también heterosexuales aseguran sentir rechazo ante la exhibición explícita del cuerpo masculino desnudo. Motivo por el cual muchos hombres heterosexuales deciden no exponer demasiada piel desnuda con el fin de agradar a las mujeres.
Por su parte, en el mundo gay la realidad es distinta, muchos hombres gais además de gustar estar desnudos o semidesnudos, también gustan o experimentan placer sexual al observar a otros hombres semidesnudos o en sunga, esta es la razón por la cual, desde principios de los años sesenta, los hombres homosexuales connotaban eróticamente los slip de baño, buscando constantemente modelos más pequeños, más estrechos y más finos, en colores más brillantes, para crear un atractivo erótico y una conciencia colectiva de la entrepierna masculina  En el proceso, los fabricantes de slips de natación comenzaron a producir modelos destinados específicamente al público gay.

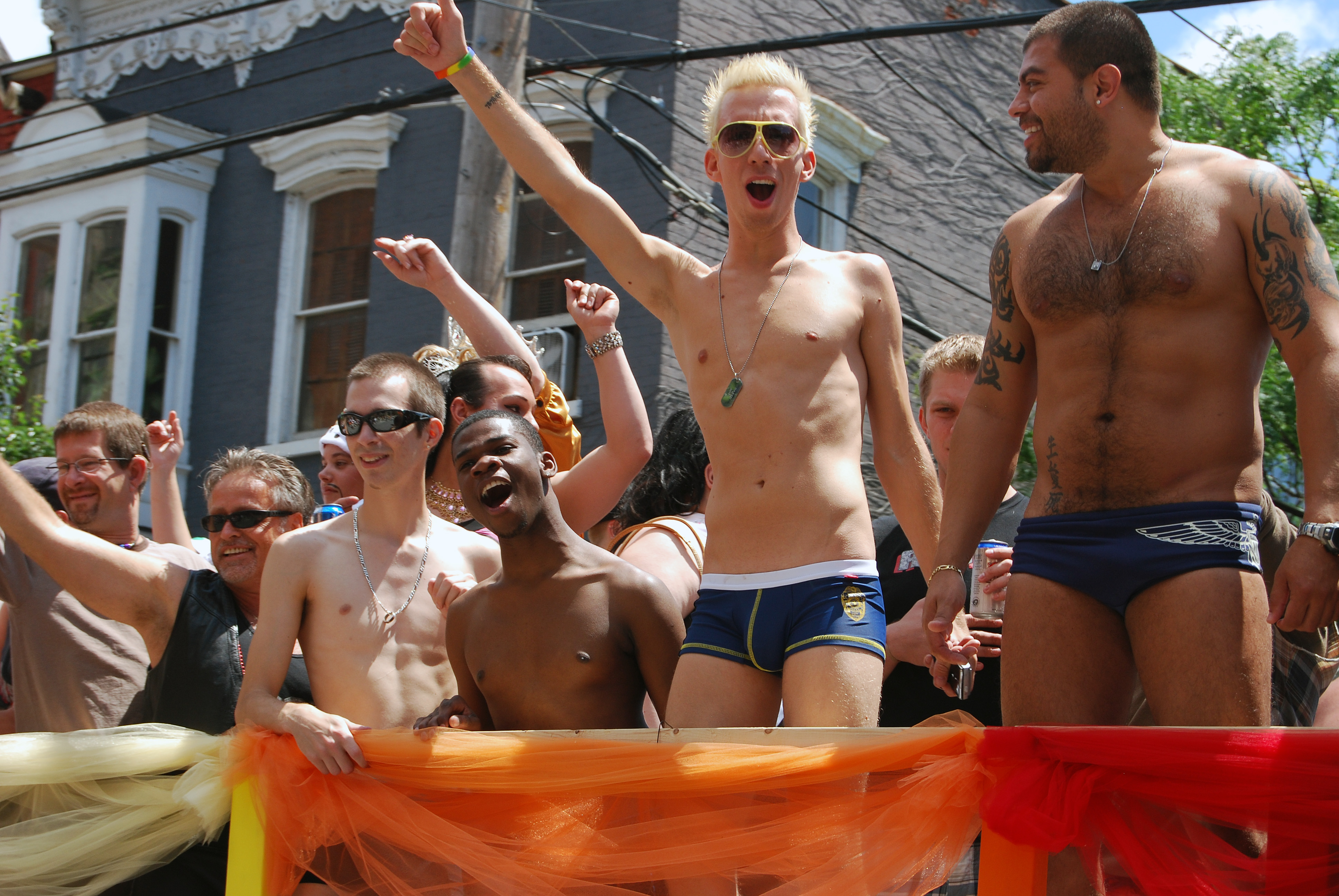
Marcha del Orgullo Gay, donde el uso de la sunga así como también la práctica pública de la desnudez se hacen muy frecuentes en las manifestaciones del colectivo LGBTQ+.

En la actualidad se puede observar que en muchas playas del mundo que son frecuentadas por el mundo gay el uso de la sunga es notablemente mayoritario. Además de realizar fiestas temáticas o eróticas que, junto a las pool party o sunsets son actividades y lugares de esparcimiento del mundo LGBTQ+ donde se hace muy evidente el uso de la sunga por una gran parte de los asistentes a esos eventos gay. 

## Fabricantes
Muchas empresas de todo el mundo fabrican slips de natación. Se dividen en dos categorías: las marcas que elaboran slips de competencia y las que fabrican slips de ocio y moda.
Entre los fabricantes de slips de competición, el más famoso es el Speedo australiano. Las otras marcas más populares son Adidas, Arena, AussieBum, Jaked, Nike, O'Neill, Turbo y TYR.
Entre los fabricantes de slips de ocio y moda, los más populares son Addicted, Andrew Christian, Aronik, Carioca, Charlie, Dielo Diëtz, ES Collection, HOM, Joe Snyder, Marcuse, Modus Vivendi, N2N, Olaf Benz e incluso Rufskin.